# Stundenbuch des Kardinals Alessandro Farnese

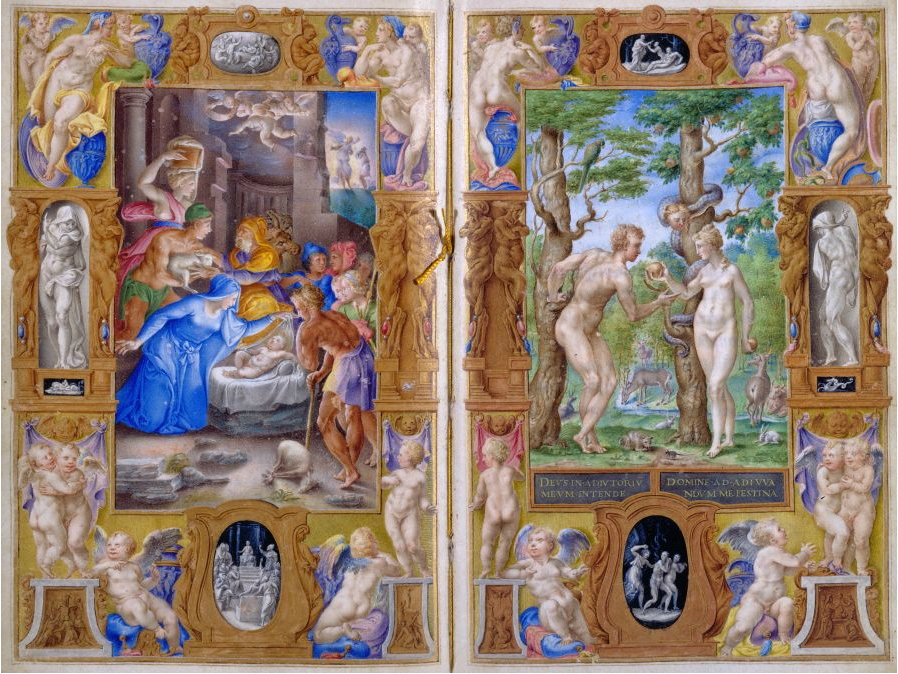
Anbetung der Hirten, Sündenfall

Das Stundenbuch des Kardinals Alessandro Farnese (englisch Farnese hours) ist ein Gebetbuch von 1546. Es weist in die italienische Spätrenaissance. Dieses von Giulio Clovio für einen Kirchenfürsten geschaffene Stundenbuch folgt in seiner Bildanordnung noch der Typologie des Mittelalters: Die im Alten Testament angekündigten Ereignisse erfüllen sich im Neuen.

## Beschreibung
Das 1546 in Italien entstandene Gebetbuch im Format 14,5 × 10,5 cm folgt dem Römischen Ritus. Es enthält 114 Blätter und 26 Miniaturen mit figürlichen Bordüren.
Das Stundenbuch befindet sich seit 1903 in der Sammlung der Morgan Library & Museum in New York City (Signatur M. 69).

## Miniaturen
Auf der oben abgebildeten Doppelseite stehen Adam und Eva mit der verbotenen Frucht den Hirten bei dem Christuskind und seiner Mutter gegenüber. Theologen sahen Maria als die neue Eva, durch deren Sohn das durch die Schlange, die Eva in Versuchung geführt hatte, in die Welt gekommene Böse endlich überwunden werden würde. Die Kirchenväter machten diese Botschaft auch den schlichtesten Gemütern dadurch klar, dass sie darauf hinwiesen, EVA ergebe von rückwärts gelesen AVE („gegrüßt“), das erste Wort jenes Gebetes, das an die Verkündigung durch den Erzengel Gabriel erinnert: „Ave, Maria, gratia plena“.
Die beiden gegenübergestellten Miniaturen befinden sich in einem architektonischen Rahmen, der vollgepackt ist mit Aktfiguren in mit Michelangelo vergleichbarer Haltung, deren weiße Körper mit den bronzierten Atlanten als Sockelträger kontrastieren, auf denen sie stehen. Die Hirten, die im Gegensatz zu den reichen Geschenken Gold, Myrrhe und Weihrauch der drei Könige nur bescheidene Schafe als Geschenke mitbringen, stellen eine meisterhafte Gruppe dar. Im Gegensatz hierzu enthält das Bild auf der gegenüberliegenden Seite nur zwei Figuren, die völlig nackten Gestalten von Adam und Eva in jenem Augenblick, bevor ihnen die Augen geöffnet wurden und sie hastig ihre Blößen mit Feigenblättern bedeckten.
Hinter ihnen erheben sich die Bäume des Lebens und der Erkenntnis, doch nur der Baum Evas, umschlungen von der Schlange mit Frauenkopf, trägt die verbotene Frucht. Auf dem Baum Adams sitzt ein Papagei und beobachtet die Szene. In fröhlicher Ahnungslosigkeit ruhen und fressen die Tiere im Garten, sie wissen noch nichts von den Leiden, die bald über sie und das Menschengeschlecht hereinbrechen werden.

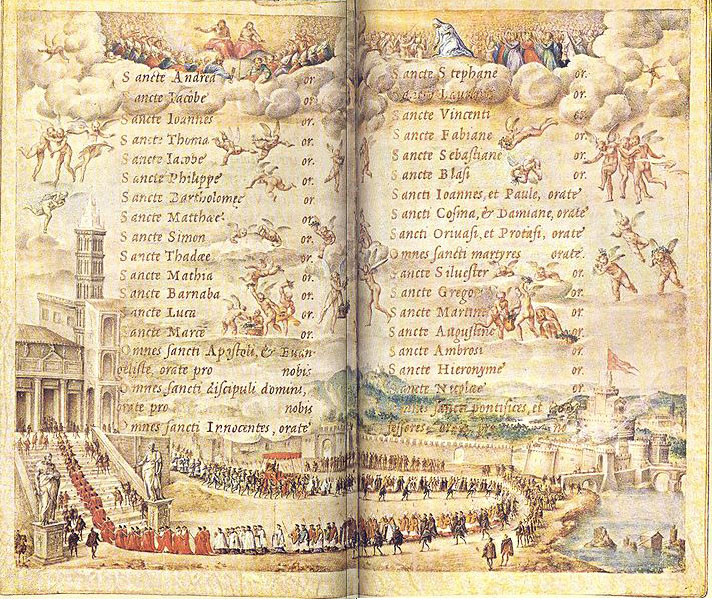
Fronleichnamsprozession in der Bordüre

Die eindrucksvollste Seite im Farnese-Stundenbuch, und eine der auffallendsten in einem Stundenbuch überhaupt, ist das Doppelblatt bei der Litanei mit einer Fronleichnamsprozession zum Petersdom in Rom. Gemalt ist der Tiber und das Castel Sant’Angelo samt dem hl. Michael mit der Genauigkeit einer topographischen Darstellung.
Links befindet sich der alte Petersdom mit seiner breiten Treppe, die zum Atrium und der dreistöckigen Segnungsloggia führt, darüber der höchste Turm Roms. Die beiden Seiten sind durch die befestigte Mauer mit dem passetto verbunden, der den direkten Zugang des Castel Sant’Angelo vom Vatikan aus ermöglichte. Durch diesen Geheimgang eilten die Päpste in Sicherheit, wenn Gefahr drohte: der Borgia-Papst Alexander VI. 1495, als Karl VIII. und seine französische Armee in die Heilige Stadt einfielen; der Medici-Papst Clemens VII. während der Plünderung Roms durch die kaiserlichen Truppen Karls V. 1527.
Weniger als zwanzig Jahre nach dieser Katastrophe malte Clovio diese friedliche, strahlende Fronleichnamsprozession. Eine lange Reihe von Kardinälen, Bischöfen, Geistlichen, Schweizergarden, Messdienern und anderen begleitet den Papst Paul III. (Alessandro Farnese), der in seiner Sedia gestatoria sitzt und das Ostensorium, die Monstranz mit der Hostie, hält. Darüber teilen sich die Wolken, um Visionen der heiligen Dreifaltigkeit und der Jungfrau Maria freizugeben, die auf die Prozession hinunterschauen. Putten in den Wolken werfen Blumen auf die Andächtigen hinunter.

## Giulio Clovio

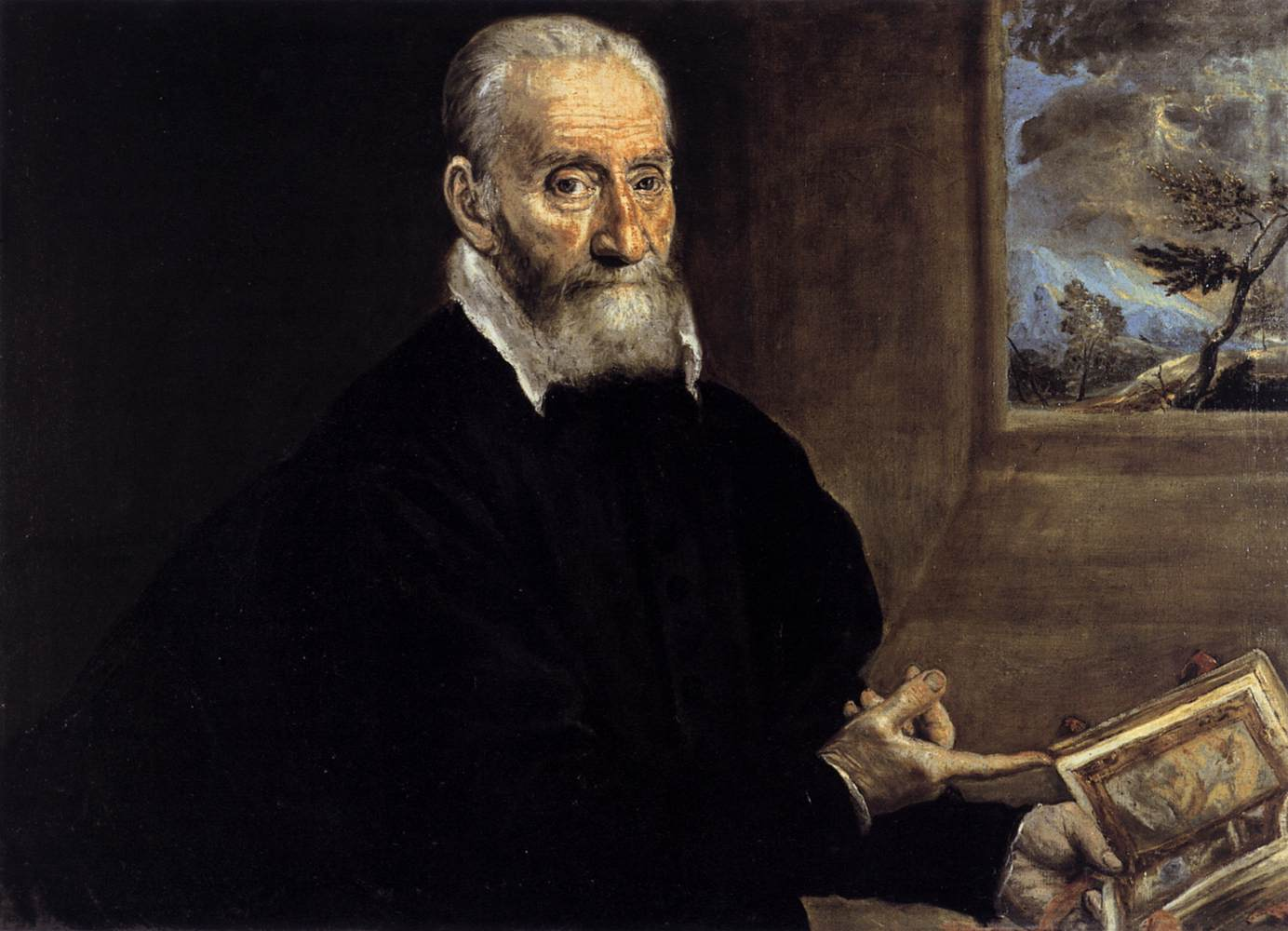
Julije Klovic (Giulio Clovio), Porträt von El Greco

Vasaris Lebensbeschreibung von „Giulio Clovio, Illuminator“ beginnt mit den Worten: „Viele Jahrhunderte lang und vielleicht auch noch für zukünftige Jahrhunderte gab es keinen Maler kleiner Dinge, der hervorragender war, als Giulio Clovio und in dieser Hinsicht alle anderen überragt hat.“ Zeitgenossen setzten ihn mit Raffael, Michelangelo und Tizian gleich, eine Anschauung, die der heutigen genau entgegengesetzt ist. Heute ist man der Ansicht, dass der Verfall der Buchmalerei als Kunstform begann, als die Künstler anfingen, die Miniatur wie ein Staffelei- oder Tafelbild zu behandeln.
Ein Blick in das Stundenbuch von Farnese zeigt, dass Clovio tatsächlich die Einheit von Miniatur, Bordüre und Text zugunsten der Vorstellung der Renaissance von Bildern in Rahmen aufgab. Seine Seiten wirken wie architektonische Fassaden mit den kurzen Texten als lapidare Inschriften. Doch wie schön sind diese Konfrontationen von Szenen aus dem Alten und dem Neuen Testament angeordnet, voll körperlich ansprechenden Michelangelo ähnlichen Figuren mit ihren verschiedenen Weißschattierungen der Körper und Bronze der Statuen.
Der Text ist in der Schrift cancellaresca formata geschrieben, schmale, abgerundete Buchstaben mit verkürzten Auf- und Abstrichen, die sich nahtlos in die Gemälde Clovios fügt. Schreiber war Francesco Monterchi, Sekretär von Pier Luigi II. Farnese, Herzog von Parma, dem Vater von Clovios Gönner Kardinal Alessandro.
Clovio malte in größter Manier auf kleinstem Raum und lieferte damit der Tradition des mittelalterlichen Stundenbuches einen großartigen Abschluss.